# سارا دالین
سارا الیزابت دالین (انگلیسی: Sara Elizabeth Dallin؛ زادهٔ ۱۷ دسامبر ۱۹۶۱) یک موسیقی‌دان اهل انگلستان است. وی از سال ۱۹۷۹ میلادی تاکنون مشغول فعالیت بوده‌است.